# Constitution du Kentucky
La Constitution du Commonwealth du Kentucky est le document qui régit le Commonwealth du Kentucky. Elle a été adoptée initialement en 1792. Réécrite et amendée plusieurs fois, les dernières versions de la constitution ont été ratifiées en 1799, 1850 et 1891.

## Histoire

### La constitution de 1792
La première convention constitutionnelle du Kentucky est initiée par le colonel Benjamin Logan le 27 décembre 1784 à Danville. Au cours des huit années suivantes, dix conventions sont réunies afin d’élaborer une constitution définitive. La première constitution de l'État est acceptée par le Congrès des États-Unis le 1er juin 1792, faisant du Kentucky le quinzième État de l’union.
La constitution de 1792 dispose de plusieurs similitudes avec la Constitution des États-Unis. Elle prévoit de la même manière trois branches du gouvernement - législatif, exécutif et judiciaire - et un parlement bicaméral appelé Assemblée générale du Kentucky. Le document contient une déclaration des droits, et appelle un collège électoral pour l'élection des sénateurs et du gouverneur de l'état.

### La constitution de 1799
Une deuxième convention constitutionnelle est appelée par les électeurs du Kentucky en 1799. La Constitution de 1799 abolit le collège électoral, permettant aux sénateurs, représentants, gouverneur et lieutenant-gouverneur d’être élus au scrutin direct. En plus de la nomination des juges, le gouverneur obtient le pouvoir de nommer un certain nombre de représentants locaux, comme les shérifs, les coroners et les juges de paix . La Constitution de 1799 contrebalance l’augmentation des pouvoirs du gouverneur précisant qu'un gouverneur ne peut se succéder à lui-même sans laisser s’écouler un délai de sept ans. 
À certains égards, la Constitution de 1799 est une régression par rapport à la première constitution. L'idée du vote par bulletin à l'Assemblée générale du Kentucky est abandonnée. Si la première constitution du Kentucky ne permettait pas de l’amender, la Constitution de 1799 rend encore plus difficile la convocation d'une nouvelle convention constitutionnelle. La Constitution de 1799 est aussi une régression pour les Afro-Américains. Elle conserve les dispositions pro-esclavagistes de la constitution originelle, mais se montre encore plus restrictive dans les droits accordés aux affranchis.

### La constitution de 1850
Dès 1828, certains représentants de l'Assemblée générale du Kentucky appellent au lancement d’une convention constitutionnelle. Cependant les contraintes imposées par la constitution de 1799 rend cette tâche ardue, et il faut plus de vingt ans pour convoquer le congrès qui se réunit finalement à Francfort le 1er octobre 1849. Un élément majeur d'insatisfaction de la Constitution de 1799 est la nomination directe d’un grand nombre de fonctionnaires par le gouverneur. La constitution de 1850 rend obligatoire l’élection par la population de ces fonctionnaires et limite la durée de leur mandat.
Les forces pro-esclavagistes demandent et obtiennent une législation qui leur est encore plus favorable. Parmi les nouvelles dispositions, les esclaves et leurs descendants ont l’obligation de rester dans l'Etat. Les différends ministres ecclésiastiques - dont ont pensait qu'une grande partie était contre l'esclavage – ont l’interdiction d'occuper le poste de gouverneur ou des sièges à l'Assemblée générale.
La majeure partie des réformes de la constitution de 1850 concerne cependant l'Assemblée générale du Kentucky, dont les dépenses ont échappé à tout contrôle. Le nombre de sénateurs est fixé à 38 ; et le nombre de représentants à la chambre est fixé à 100. Les sessions de l'Assemblée Générale sont limitées à soixante jours sur deux années. La Constitution de 1850 créé également un fonds d'amortissement pour liquider la dette de l'État, qui atteint 4,5 millions de dollars à cette date et limite son montant maximum légal à 500 000 dollars ; ce qui représente une année de recette fiscale pour l’État du Kentucky.
Une autre disposition de la Constitution de 1850, qui existe toujours dans la Constitution actuelle, est l'inéligibilité aux fonctions publiques de tous ceux qui ont participé à un duel. Cette interdiction aurait pu compromettre l’élection de William Goebel au poste de gouverneur en 1900 s’il n’était mort assassiné entre son élection et sa prise de fonction
.

### La constitution de 1891
La ratification des treizième, quatorzième et quinzième amendements à la Constitution des États-Unis après la guerre civile, oblige à une révision de la constitution du Kentucky pro esclavagiste et donc en contradiction avec la Constitution fédérale. Cependant, l'Assemblée générale du Kentucky ne parvient pas à trouver la majorité nécessaire pour la réunion d'une convention entre 1873 et 1885. La convention débute finalement le 8 septembre, 1890. 
Pour la première fois, la ratification de la Constitution exige une consultation des citoyens par référendum. Cependant, la Constitution 1891 rend toujours aussi difficile le processus d’appel d'une convention constitutionnelle. Il en résulte les échecs successifs à lancer une convention constitutionnelle en 1931, 1947, 1960, 1977. La convention de 1891, un document plus que centenaire, est toujours en vigueur. 
Les décisions judiciaires contribuent toutefois à adapter la constitution actuelle à l'époque moderne. Par exemple, la Constitution de 1891 a limité les salaires des fonctionnaires de l'État à 5 000 $. Un amendement 1949 augmente ce nombre à 12.000 $, mais l'évolution constante du niveau de vie maintient la problématique ouverte. En 1962, la cour suprême du Kentucky autorise l'Assemblée générale à réévaluer les salaires en fonction de la valeur du dollar.

## Amendements notables

### 1992
Plusieurs amendements à la Constitution du Kentucky sont adoptés en 1992, un amendement lève la restriction à la réélection du gouverneur. Par l'amendement de 1992, le titulaire peut exercer un deuxième mandat avant de devenir inéligible pendant quatre ans. L'amendement, n’étant pas rétro-actif, le premier gouverneur à pouvoir en bénéficier Paul E. Patton est élu en 1995 et réélu en 1999.
Les modifications apportées, en 1992, à la Constitution touchent aussi à la charge de lieutenant-gouverneur. Auparavant, le lieutenant-gouverneur prenait les prérogatives du gouverneur chaque fois que ce dernier était hors de l'État. Depuis 1992, le lieutenant-gouverneur n’est autorisé à prendre les pouvoirs de gouverneur que, lorsque celui-ci est frappé d'incapacité. De même, la voie du lieutenant-gouverneur ne peut plus appuyer une majorité en cas d’égalité au Sénat. Enfin, les modifications permettent aux candidats aux postes de gouverneurs et lieutenants-gouverneurs de fonctionner sur un seul ticket. Avant ces modifications, les deux bureaux sont parfois occupés par des membres de partis différents.

### 2004
En 2004, le Kentucky devient le quatrième État à approuver un amendement constitutionnel interdisant les unions entre personnes de même sexe. Le Kentucky rejoint 10 autres États ayant approuvé un amendement similaire. L'amendement est approuvé avec une large majorité de trois contre un. Le texte de l'amendement est le suivant :
« Only a marriage between one man and one woman shall be valid or recognized as a marriage in Kentucky. A legal status identical or substantially similar to that of marriage for unmarried individuals shall not be valid or recognized »